# Malå landskommun
Malå landskommun var en tidigare kommun i Västerbottens län. Centralort var Malå och kommunkoden 1952-1970 var 2418.

## Administrativ historik
När 1862 års kommunalförordningar trädde i kraft den 1 januari 1863 gällde detta inte socknarna i Lappland. Först den 1 januari 1875 bildades Malå landskommun i Malå socken när kommunalförordningarna började gälla även där.
Den 30 maj 1941 inrättades ett municipalsamhälle med namnet Malåträsks municipalsamhälle i landskommunen. Detta upplöstes med utgången av år 1952.
Kommunreformen 1952 påverkade inte indelningarna i området, då varken Västerbottens eller Norrbottens län berördes av reformen.
1971 ombildades landskommunen till Malå kommun.

### Kyrklig tillhörighet
I kyrkligt hänseende tillhörde kommunen Malå församling.

## Kommunvapnet
Blasonering: I rött fält en medelst vågskura bildad stam och ovanför denna två korslagda skogshuggaryxor av silver.
Malå landskommun antog detta vapen 1962, men lät det aldrig fastställas av Kungl. Maj:t.

## Geografi
Malå landskommun omfattade den 1 januari 1952 en areal av 1 740,50 km², varav 1 637,10 km² land.

### Tätorter i kommunen 1960
| Tätort     | Folkmängd |
| ---------- | --------- |
| Malåträsk  | 1 097     |
| Adak       | 406       |
| Adakgruvan | 307       |
| Rökå       | 227       |

Tätortsgraden i kommunen var den 1 november 1960 39,5 procent.

## Politik

### Mandatfördelning i Malå landskommun 1938-1966
| 10 | 13 |

| 23 |

| 12 | 8 | 3 |

| 23 |

| 12 | 1 | 9 | 1 |

| 22 |

|  | 16 |  |  | 9 | 2 |

| 27 |

|  | 16 | 2 | 9 | 2 |

| 26 |

|  | 17 | 2 | 7 | 3 |

| 26 |

|  | 17 | 2 | 8 | 2 |

| 27 |

| 2 | 14 | 3 | 7 | 2 | 2 |

| 28 |